# Сальваторе Матрекано
Сальваторе Матрекано (італ. Salvatore Matrecano, нар. 5 жовтня 1970, Неаполь, Італія) — італійський футболіст, що грав на позиції захисника. По завершенні ігрової кар'єри — тренер.
Виступав, зокрема, за клуби «Парма» та «Перуджа», а також олімпійську збірну Італії.
Володар Кубка Кубків УЄФА. Володар Суперкубка УЄФА.

## Клубна кар'єра
У дорослому футболі дебютував 1987 року виступами за команду клубу «Ерколано», в якій провів один сезон, взявши участь в одному матчі чемпіонату.
Згодом з 1988 по 1992 рік грав у складі команд клубів «Вігор Ламеція», «Аудакс Раваньєзе», «Турріс» та «Фоджа».
Своєю грою за останню команду привернув увагу представників тренерського штабу клубу «Парма», до складу якого приєднався 1992 року. Відіграв за пармську команду наступні два сезони своєї ігрової кар'єри. За цей час виборов титул володаря Кубка Кубків УЄФА, ставав володарем Суперкубка УЄФА.
Протягом 1994—1996 років захищав кольори клубів «Наполі» та «Удінезе».
1996 року уклав контракт з клубом «Перуджа», у складі якого провів наступні три роки своєї кар'єри гравця. Більшість часу, проведеного у складі «Перуджі», був основним гравцем захисту команди.
З 1999 по 2002 рік продовжував кар'єру в клубах «Ноттінгем Форест» та «Беневенто».
Завершив професійну ігрову кар'єру у клубі «Казертана», за команду якого виступав протягом 2002—2003 років.

## Виступи за збірні
Протягом 1991—1992 років залучався до складу молодіжної збірної Італії. На молодіжному рівні зіграв у 7 офіційних матчах.
З 1992 по 1993 рік захищав кольори олімпійської збірної Італії. У складі цієї команди провів 8 матчів. У складі збірної — учасник футбольного турніру на Олімпійських іграх 1992 року в Барселоні.

## Кар'єра тренера
Розпочав тренерську кар'єру невдовзі по завершенні кар'єри гравця, 2006 року, увійшовши до тренерського штабу клубу «Перуджа».
2008 року став головним тренером команди «Перуджа», тренував клуб з Перуджі один рік.
Протягом тренерської кар'єри також очолював команди клубів «Понтевеккьо» та «Фоліньйо», а також входив до тренерських штабів клубів «Фоліньйо» та «Паганезе».
Наразі останнім місцем тренерської роботи був клуб «Паганезе», головним тренером команди якого Сальваторе Матрекано був протягом 2017 року.

## Досягнення
- Володар Кубка Кубків УЄФА:

«Парма»: 1992–1993
- Володар Суперкубка Європи:

«Парма»: 1993
- Чемпіон Європи (U-21): 1992